# Зімна (Підляське воєводство)
Зімна (пол. Zimna) — село в Польщі, у гміні Турошль Кольненського повіту Підляського воєводства.
Населення — 179 осіб (2011).
У 1975-1998 роках село належало до Ломжинського воєводства.

## Демографія
Демографічна структура станом на 31 березня 2011 року:
|          | Загалом | Допрацездатний вік | Працездатний вік | Постпрацездатний вік |
| -------- | ------- | ------------------ | ---------------- | -------------------- |
| Чоловіки | 102     | 31                 | 53               | 18                   |
| Жінки    | 77      | 20                 | 36               | 21                   |
| Разом    | 179     | 51                 | 89               | 39                   |